# رادوان چورچیچ
رادوان چورچیچ (سیریلیک صربی: Радован Ћурчић؛ زادهٔ ۱۰ ژانویهٔ ۱۹۷۲) بازیکن فوتبال بازنشسته اهل صربستان است.
از باشگاه‌هایی که در آن بازی کرده‌است می‌توان به باشگاه فوتبال بئوگراد و باشگاه فوتبال گوریتسا اشاره کرد.